# Joe Duplantier
Joseph "Joe" Duplantier (Paris, 19 de outubro de 1976) é o guitarrista e vocalista da banda francesa de death metal progressivo Gojira.
Ex-baixista da banda Aftnon Darkness, da banda Empalot e também fez parte do projeto Cavalera Conspiracy.

## Música
Joe e seu irmão Mario escreveram sua primeira música, intitulada 'Victim', em 1996. Sua banda, inicialmente chamada Godzilla, mais tarde foi renomeada para Gojira. O álbum de estréia de Gojira, Terra Incognita, foi lançado em 2001.
As principais influências de Joe Duplantier são as bandas: Meshuggah, Metallica, Morbid Angel e Sepultura.
Max Cavalera e Igor Cavalera inicialmente convidaram Jean-Michel Labadie, baixista do grupo Gojira, para participar da então mais nova banda da dupla, Cavalera Conspiracy; No entanto, Labadie  estava ocupado com outros compromissos, incluindo o Gojira, assim, Joe Duplantier acabou se tornando o baixista da banda. Porém Joe Duplantier afirmou que Gojira é a sua principal prioridade e que é a razão pela qual ele não fez uma extensa turnê com o Cavalera Conspiracy. Sendo assim, em 2008, Joe foi substituído pelo baixista Johny Chow, e não aparecerá no segundo álbum da banda, o Blunt Force Trauma.

## Pessoal
Joe nasceu em Paris, mas foi criado em Bayonne, no sudoeste da França, perto do país basco. Ele começou a tocar violão clássico de sua mãe, que tinha apenas três cordas. Sua mãe tocava e cantava música country pois havia crescido em Wisconsin e na Califórnia. Devido a isso, Joe tem dupla cidadania da França e dos EUA.
Sua mãe era instrutora de yoga, seu pai é pintor e sua irmã Gabrielle é fotógrafa. Joe foi para a universidade durante dois e quatro anos em uma escola de arte, depois começou a trabalhar como designer gráfico. Posteriormente, Joe decidiu morar em uma cabana que ele havia construído anteriormente. Ele morou com a namorada nesta cabana em uma floresta durante dois anos sem renda ou eletricidade. Terra Incognita foi escrita durante essa experiência.
Joe Duplantier já participou de duas bandas com o seu irmão, Mario Duplantier; Um deles é o projeto principal Gojira, e o outro é um projeto experimental, o Empalot.
joe Duplantier se mostra bastante preocupado com o assunto da preservação do meio ambiente. Isso é percebido ao analisar as suas letras, que refletem as suas crenças pessoais em preservar a natureza.[4][1] Ele também faz parte da corporação ambiental Sea Shepherd.
Embora ele tenha vivido e sido criado em Bayonne, na França, ele agora reside no Brooklyn, Nova York, onde vive com sua esposa e seus dois filhos.

## Discografia

### Com o Gojira
No Godzilla
- Victim (demo, 1996)
- Possessed (demo, 1997)
- Saturate (demo, 1999)
- Wisdom Comes (demo, 1999)

No Gojira
- Terra Incognita (full-length, 2000)
- The Link (full-length, 2003)
- From Mars to Sirius (full-length, 2005)
- The Way of All Flesh (full-length, 2008)
- L'Enfant Sauvage (full-length, 2012)
- Magma (full-length, 2016)
- Fortitude (full-length, 2021)

### No Cavalera Conspiracy
- Sanctuary (single, 2008)
- Inflikted (full-length, 2008)

### No Empalot
- Brout (demo, 1999)
- Tous Aux Cèpes (full-length, 2001)
- En Concert (live, 2004)

### Como músico convidado
- Eros & Thanatos por Manimal (na música "Dead Meat") (full-length, 2004)
- Through the Absurd por Trepalium (na música "Sauvage") (full-length, 2004)
- Contraires por MyPollux (em "Coffre à Souhaits") (full-length, 2006)
- Demi Deuil por Aygghon (em "La Terre Dolente") (full-length, 2006)
- All Seeing Eyes por Klone (na música "All Seeing Eyes") (full-length, 2008)
- For Death, Glory and the End of the World by Kruger (em "Muscle") (full-length, 2009)
- 7th Symphony por Apocalyptica (em "Bring Them to Light") (full-length, 2010)
- Deconstruction por Devin Townsend (na canção "Sumeria") (full-length, 2011)
- w^w^^w^w por Car Bomb (na canção "Third Revelation") (full-length, 2012)